# Churchill Club

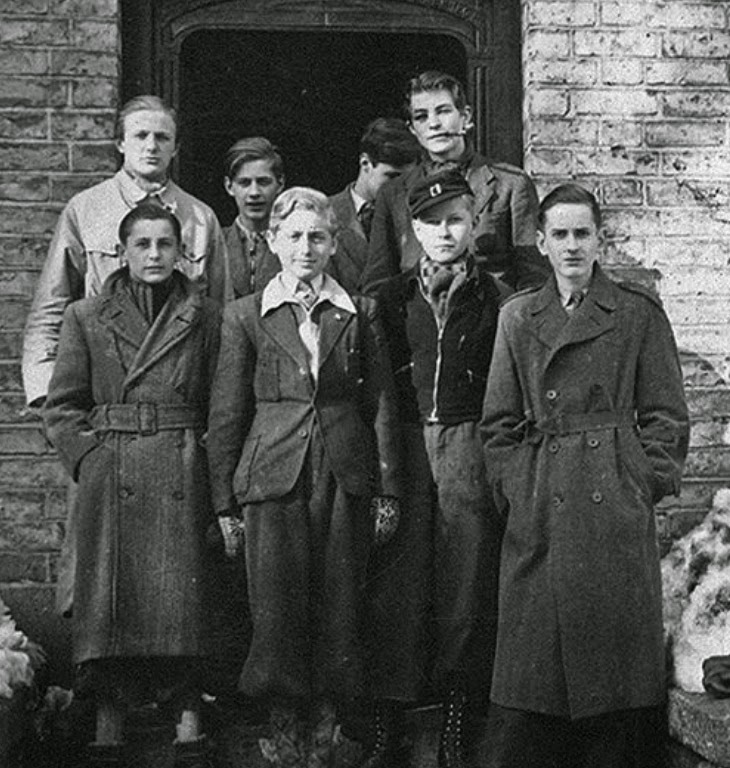
Gruppenbild Churchill Club

Der Churchill Club (dän.: Churchill-klubben) war eine lokale Gruppe aus der Anfangszeit des dänischen Widerstandes bestehend aus Aalburger Schülern und Jugendlichen, die kleinere Widerstandsaktionen gegen die deutschen Besatzer durchführten und von dem damals siebzehnjährigen Knud Pedersen geleitet wurde. Nach einigen Waffendiebstählen und kleineren Sabotageaktionen, wie Sachbeschädigungen und Brandstiftungen, wurde die Gruppe im Mai 1942 von der dänischen Kriminalpolizei aufgerollt und ihre Mitglieder zu Gefängnisstrafen bis zu fünf Jahren verurteilt.
Das dänische Untergrundblatt De frie Danske behauptete im Juli 1942 in einer Propagandageschichte, die Jugendlichen hätten beim Prozess vor dem Kopenhagener Stadtgericht ausgesagt: „Wenn die Erwachsenen hier im Lande sich nicht zum Widerstand aufraffen können, dann sind wir ja dazu gezwungen.“ Dadurch wurde die Gruppe – anders als ähnliche Kleingruppen – landesweit berühmt, inspirierte Nachahmer und erleichterte auch die Rekrutierungsanstrengungen der entstehenden größeren Widerstandsgruppen, wie der kommunistischen BOPA und der rechtsnationalen Holger Danske.